# Vertonnung

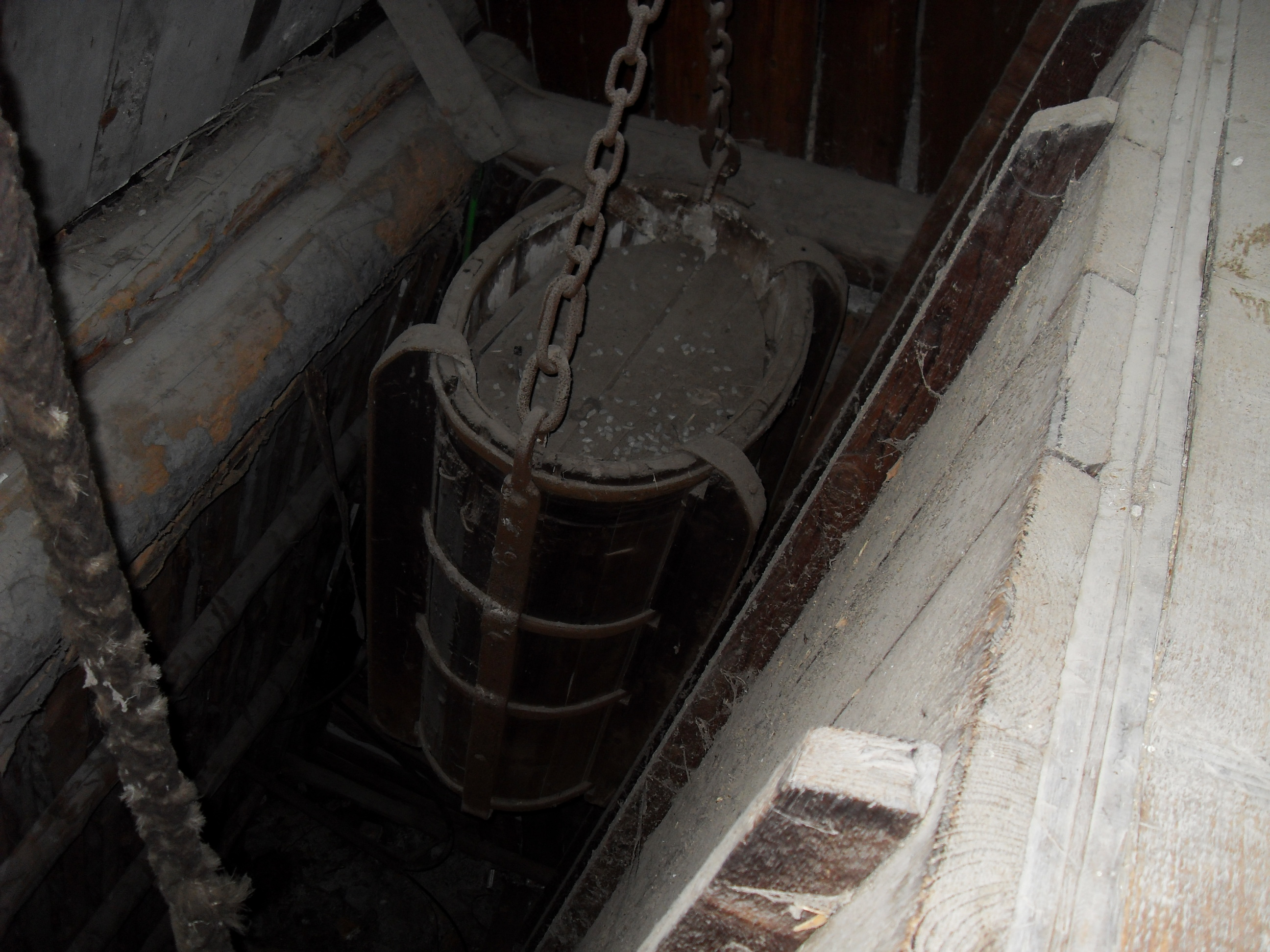
Vertonnung von oben gesehen. (Rechte Bildseite)

Als Vertonnung, Tonnenfach, Tonnung, Dohnfach oder Donfach, bezeichnet man im Bergbau die Auskleidung eines Förderschachtes mit Holzwerk, um bei der Schachtförderung die Fördertonnen in die richtige Richtung zu lenken. Die Vertonnung wurde früher in flach geneigten und tonnlägigen Förderschächten eingebaut.

## Grundlagen
Im frühen Bergbau wurden überwiegend geneigte Schächte erstellt und genutzt. Bei der Erstellung hatte man die Vorteile, dass die Anlagekosten niedriger waren und man keine Ausrichtungsquerschläge zur Lagerstätte erstellen musste. Die Schächte wurden bevorzugt mit einem rechteckigen Querschnitt erstellt. Die Schächte wurden so erstellt, dass man dem Einfallen der Lagerstätte folgte. Dadurch konnte man bereits bei der Erstellung der Schächte Bodenschätze gewinnen. Die Art des Ausbaus ist bei diesen Schächten von der Größe des Fallwinkels abhängig. Hier wurde des Öfteren die sogenannte Bolzenschrotzimmerung als Ausbau verwendet. Bei Schächten mit einem flachen Fallwinkel wird der liegende Stoß nicht mit Ausbau ausgekleidet. Allerdings haben geneigte Schächte den Nachteil, dass das Fördergefäß an der Schachtwandung anliegt, somit keine sichere Führung im Schacht vorhanden ist und die Tonne während der Förderung am Schachtausbau anecken kann. Um dieses zu vermeiden, wurden die Fördertrümme bei geneigten Schächten mit einer Auskleidung aus Brettern, der Vertonnung, versehen.

## Erstellung und Aufbau

### Zu beachtende Vorarbeiten
Bei der Erstellung der Vertonnung müssen mehrere Dinge beachtet werden. Zunächst einmal muss der Neigungswinkel des Schachtes kontrolliert werden, denn von ihm ist es wesentlich abhängig, ob alle Stöße des geneigten Schachtes ausgebaut werden müssen oder ob einzelne Stöße keinen Ausbau benötigen. Wenn ein geneigter Schacht einen Fallwinkel hat, der 88 Gon oder größer ist, so kann er genauso ausgebaut werden wie ein seigerer Schacht. Bei Schächten mit geringerer Neigung, insbesondere flachfallende Schächte, kann je nach Beschaffenheit des Gebirges, auf einen kompletten Ausbau an allen Stößen verzichtet werden. Hier reicht es in der Regel aus, die Firste und die seitlichen Stöße mit Ausbau zu versehen. Würde man nun bei der Förderung die Fördertonne über das Liegende schleifen, käme es zu einem großen Verschleiß an den Tonnen, zudem wird auch das Förderseil stark in Mitleidenschaft gezogen. Bei ausgebautem Liegenden kann die Fördertonne am Ausbau hängen bleiben.

### Die eigentliche Vertonnung
Damit die Fördertonne gut durch den Schacht gleiten kann, wird das Liegende mit einer Vertonnung ausgekleidet. Hierfür werden zunächst auf dem Liegenden Tonnenfachhölzer ausgelegt. Diese Hölzer, die auch Tonnenhölzer, Tummholzer, Tumpfhölzer oder Dumphölzer genannt werden, bestehen aus zugezimmerten Hölzern. Die Hölzer werden in der Regel längs in Schachtrichtung ausgebracht und am Liegenden befestigt. Bei flachen Schächten werden die Tonnenhölzer auch quer zur Schachtrichtung von Stoß zu Stoß verlegt und auf dem Liegenden befestigt. Falls erforderlich, werden die Hölzer mittels Bühnlöchern in den seitlichen Stößen befestigt. Bei ausgebautem unterem Stoß werden die Tonnhölzer am Liegendausbau befestigt. Eine andere Variante ist es, die Tonnenfachhölzer zwischen die Ausbauhölzer zu legen und entsprechend zu befestigen. Bei allen Arbeiten muss der Bergmann darauf achten, dass die Hölzer so ausgelegt werden, dass Unebenheiten ausgeglichen werden und die Hölzer genau waagerecht ausgerichtet werden. Auf den befestigten Tonnenfachhölzern werden die Tonnenbretter mit Nägeln fixiert. Damit die Tonnen ungehindert durch den Schacht gleiten und in ihrer Bewegung nicht behindert werden, werden zwei Stangen parallel zueinander in Schachtrichtung auf den Tonnenbrettern fixiert. Diese Auflage für die Schachttonne wird bei tonnlägigen Schächten als „Tonnlege“ bezeichnet. Damit das Förderseil störungsfrei durch den Schacht gleiten kann, werden in regelmäßigen Abständen Seilwalzen, durch die das Förderseil geführt wird, auf den Tonnbrettern befestigt.